# L'araignée de satin
L'araignée de satin (trad. A Aranha de Cetim) é um filme francês de 1986, realizado por Jacques Baratier.

## Sinopse
Em um internato para meninas na França do começo da década de 20, a jovem aluna Lucienne foge da instituição. Ela retorna dias depois com um estranho inspetor policial encarregado de protegê-la. Mas de que, ou de quem? Será o perigo Solange, a professora de educação física mentalmente instável? Ou a voyeurística diretora, Madame de Challens? Ou as outras alunas?

## Elenco
- Ingrid Caven
- Catherine Jourdan
- Alexandra Sycluna
- Daniel Mesguich
- Roland Topor
- Michel Albertini
- Fanny Bastien
- Michèle Guignon
- Diane Deriaz